# Росош (Мукачівський район)
Ро́сош — село у Свалявській громаді Мукачівського району Закарпатської області України.

## Історія
Село Росош виникло приблизно наприкінці XVI століття. Це був період піднесення народного руху, коли народні месники змушені були переховуватися в лісах. За народними переказами, першим жителем села був народний месник Росошка, який поселився під Керечанським перевалом. Звідси і назва — Росош.

## Релігія
В архівних документах згадується, що в 1849 році в селі Росош був уже свій священик. Після 1733 року село згадується як філіал села Дусино. В селі налічувалося 471 греко-католиків. У 1937 році с. Росош належало до Березької Жупи і належало графу Шербону. В період окупації воно називалось «Копар», що по-угорськи означає «пустир».
Греко-католицька церква св. Михаїла – гарний зразок малих готичних храмів Закарпаття. Свій священик служив у селі ще 1649 р. У 1692 р. Росош – філія Дусина.
У 1733 р. згадують дерев’яну церкву і священика Юрія Мелеша. Розібрана десь 1932 або 1933 р.
храм Покрови пр. богородиці. 1992.
1 грудня 1926 р. було підписано контракт на спорудження нової дерев’яної церкви за 10 тисяч чехословацьких корон. За цим контрактом майстер Василь Улинець з одним помічником мав збудувати церкву, підготувати дахи для покриття шинґлами і турні – бляхою, збудувати хори і сходи до дзвонів, поставити на вежах хрести, настелити з дощок підлогу. Зі свого боку, сільська громада зобов’язалася забезпечити дерево на цілу церкву, гоблювати дерево, допомагати при укладенні зрубів та годувати майстра з помічником. У 1927 р. на свято Покрови Богородиці церкву посвятили. Ця споруда згоріла 8 лютого 1981 р. (побутує також версія про навмисний підпал).
У 1990 – 1991 роках у селі збудовано нову муровану церкву типової базилічної форми. Збудував церкву Михайло Мовнар з Тур’я Пасіки, не взявши за свою роботу жодної винагороди. Першими помічниками були Йосип Пітра, Микола Пітра, Микола Мигович, Іван Попович. Малювання стін виконав Михайло Циганин, іконостас вирізьбив Сергій Пішковцій, а ікони намалював Йосип Волосянський. Біля церкви – мурована дзвіниця з трьома дзвонами.
храм Покрови пр. богородиці. 1990.
Молитовний будинок почали будувати ще в 1970-х роках. Сільська влада, хоч і радянська, вдавала, що не знає про релігійні мотиви, адже за документами зводили просто будинок.
Цегляну споруду добудували в кілька етапів, аж поки вона не набула форми базилічної церкви, увінчаної трьома вежами.

## Населення
Згідно з переписом УРСР 1989 року чисельність наявного населення села становила 1843 особи, з яких 877 чоловіків та 966 жінок.
За переписом населення України 2001 року в селі мешкало 2227 осіб.

### Мова
Розподіл населення за рідною мовою за даними перепису 2001 року:
| Мова       | Відсоток |
| ---------- | -------- |
| українська | 98,49 %  |
| російська  | 1,20 %   |
| молдовська | 0,13 %   |
| білоруська | 0,09 %   |

## Туристичні місця
- храм Покрови пр. богородиці. 1990.
- храм Покрови пр. богородиці. 1992.

## Відомі люди
- Мешко Микола Соломонович (нар. 16 грудня 1922) — український радянський промисловець міста Мукачеве, багаторічний член Мукачівської міської ради.